# 陳輝 (天順進士)
滕霄，浙江上虞人，明朝政治人物、進士出身。

## 生平
天順四年，登庚辰科進士，历仕同知。